# August Denk
August Denk (* 5. November 1852 in Wien; † 2. Juli 1926 ebenda) war ein österreichischer Politiker der Deutschen Nationalpartei (DnP).

## Ausbildung und Beruf
Nach dem Besuch der Volksschule und einer Oberrealschule wurde er Fabrikant und Kommerzialrat.

## Politische Funktionen
- 1911–1918: Abgeordneter des Abgeordnetenhauses im Reichsrat (XII. Legislaturperiode), Wahlbezirk Österreich unter der Enns 14, Deutscher Nationalverband
- Korrespondierendes Mitglied der Niederösterreichischen Handels- und Gewerbekammer

## Politische Mandate
- 21. Oktober 1918 bis 16. Februar 1919: Mitglied der Provisorischen Nationalversammlung, DnP